# Секеден
Секеде́н (фр. Sequedin) — коммуна во Франции, регион О-де-Франс, департамент Нор, округ Лилль, кантон Лилль-6. Пригород Лилля, расположен в 6 км к западу от центра города, на противоположном берегу канала Дёль.
Население (2017) — 4 712 человек.

## Экономика
Структура занятости населения:
- сельское хозяйство — 0,0 %
- промышленность — 25,3 %
- строительство — 2,5 %
- торговля, транспорт и сфера услуг — 44,8 %
- государственные и муниципальные службы — 27,4 %

Уровень безработицы (2017) — 8,8 % (Франция в целом — 13,4 %, департамент Нор — 17,6 %). 

Среднегодовой доход на 1 человека, евро (2017) — 23 670 (Франция в целом — 21 110, департамент Нор — 19 490).

## Демография
Динамика численности населения, чел.

## Администрация
Пост мэра Секедена с 2020 года занимает Кристиан Левиль (Christian Lewille). На муниципальных выборах 2020 года возглавляемый им центристский список был единственным.
| Период | Период | Фамилия         | Партия           | Примечания |
| ------ | ------ | --------------- | ---------------- | ---------- |
| 1977   | 2001   | Жак Сенс        |                  |            |
| 2001   | 2020   | Рене Дебюисон   | Разные правые    |            |
| 2020   |        | Кристиан Левиль | Разные центристы |            |

## Города-побратимы
- Морейян, Франция